# Wilm Hosenfeld
Wilhelm Adalbert Hosenfeld (n. 2 mai 1895, Mackenzell⁠(d), Hessa, Germania – d. 13 august 1952, Stalingrad, RSFS Rusă, URSS), de meserie profesor, a fost un căpitan (Hauptmann) al Armatei Germane, membru al Partidului Nazist, care a luptat în cele două războaie mondiale. În Al Doilea Război Mondial a salvat mai mulți polonezi și evrei (inclusiv pe pianistul evreu Władysław Szpilman), ascunzându-i de autoritățile naziste. A murit ca prizonier în URSS, fiind decorat post-mortem cu Ordinul Polonia Restituta, dar și cu ordinul Drept între popoare. Povestea acestuia a ajuns cunoscută prin filmul Pianistul, personajul său fiind interpretat de Thomas Kretschmann.